# Anoplognathus velutinus
Anoplognathus velutinus är en skalbaggsart som beskrevs av Jean Baptiste Boisduval 1835. Anoplognathus velutinus ingår i släktet Anoplognathus och familjen Rutelidae. Inga underarter finns listade i Catalogue of Life.